# San Vicente Coatlán
San Vicente Coatlán là một đô thị thuộc bang Oaxaca, México. Năm 2005, dân số của đô thị này là 3378 người.